# Colpo di Stato in Iran del 1953
Il colpo di Stato in Iran del 1953 fu attuato dallo scià dell'Iran Mohammad Reza Pahlavi per accentrare i poteri, deponendo il primo ministro democraticamente eletto, il nazionalista Mohammad Mossadeq, che aveva da poco nazionalizzato l'industria petrolifera. Il colpo di Stato fu aiutato e pianificato dai governi del Regno Unito (nome in codice operazione Boot) e degli Stati Uniti d'America (nome in codice operazione Ajax o TP-AJAX). 
Mentre il Regno Unito puntava a rafforzare il potere personale di Pahlavi per recuperare il controllo sui redditizi giacimenti petroliferi iraniani, gli Stati Uniti temevano che la crisi economica e politica dell'Iran dovuta alle politiche del primo ministro potesse aprire la porta alla penetrazione sovietica in Medio Oriente in piena guerra di Corea.

## Contesto
Nel corso del XIX secolo la Persia si trovò tra due imperi in espansione: quello russo e quello britannico. Nel 1892 il diplomatico britannico George Curzon paragonò la Persia ed altri paesi della zona a «caselle di una scacchiera su cui si gioca il destino del mondo». Durante la seconda metà del XIX secolo le condizioni con cui la monarchia aveva dato in concessione parti dell'economia nazionale furono sempre più criticate.
Nel 1872 lo scià Naser al-Din Shah Qajar concesse a Paul Julius Reuter, imprenditore tedesco e fondatore dell'omonima agenzia di stampa, diritti esclusivi, tra le altre cose, su attività estrattive e ferrovie in cambio del finanziamento della sua successiva visita europea. Tali concessioni però non divennero mai effettive a causa della violenta opposizione, sia interna che da parte della Russia. Nel 1892 lo scià fu costretto a revocare il monopolio del tabacco concesso al maggiore inglese G.F. Talbot dopo violente proteste e un generalizzato boicottaggio del tabacco.

### La concessione D'Arcy, le ingerenze britanniche e la costituzione del 1906

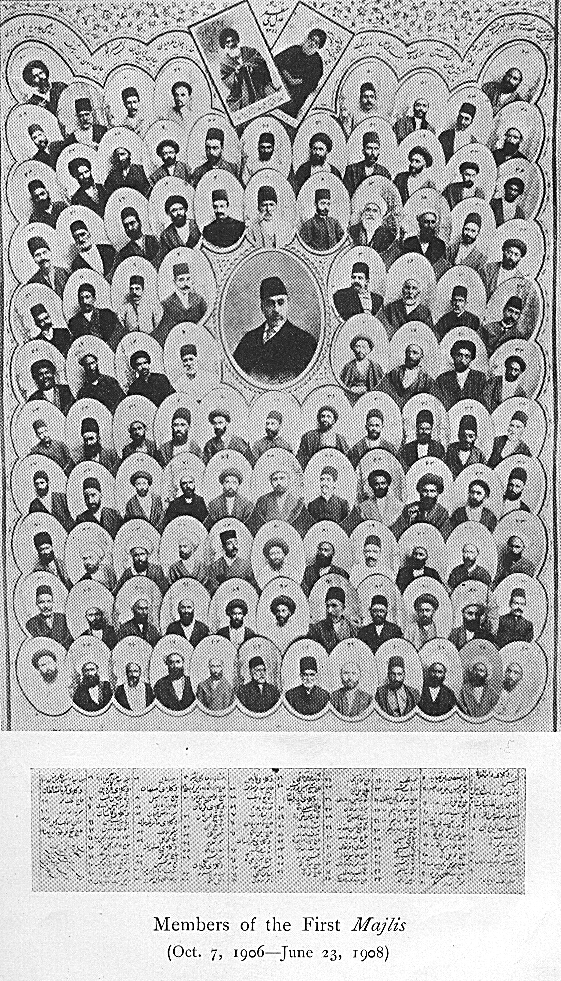
Membri del primo parlamento iraniano

Nel maggio 1901, durante la fase dell'Impero britannico nota come "Grande gioco", lo scià persiano Mozaffar al-Din Shah Qajar concesse un appalto sessantennale per la ricerca di giacimenti petroliferi al britannico William Knox D'Arcy in cambio dell'alleggerimento del debito verso la potenza europea. Secondo lo storico e giornalista Stephen Kinzer D'Arcy pagò ventimila sterline e promise un'uguale divisione della proprietà, più 16% di ogni ricavo futuro (il calcolo sarebbe spettato alla compagnia). Lo storico L.P. Elwell-Sutton nel 1955 scrisse invece che «la quota della Persia era “non un granché” e i non vi fu trasferimento di denaro».

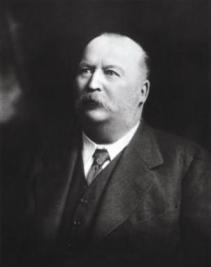
William Knox D'Arcy

Il 31 luglio 1903 D'Arcy ritirò le sue proprietà finanziarie dalla Persia e le trasferì nella britannica Burmah Oil Company. Il 26 maggio 1908 iniziò l'estrazione del petrolio; la Compagnia crebbe lentamente fino alla prima guerra mondiale, quando la sua importanza strategica indusse il governo britannico ad assumerne il controllo, diventando di fatto proprietario dell'industria petrolifera persiana, e ne fece la principale fornitrice di carburante per la Royal Navy durante la prima guerra mondiale. A difesa dei giacimenti furono schierate truppe britanniche in territorio persiano.
I britannici irritarono i persiani intervenendo nei loro affari interni ed anche nella rivoluzione costituzionale persiana. Grandi proteste popolari obbligarono Mozaffar a riconoscere la costituzione del 1906, nonostante questa limitasse i suoi poteri. Concesse al Majlis, il parlamento, il potere di scrivere le leggi dopo essere stato eletto democraticamente e al primo ministro di firmarle e renderle effettive. La nuova costituzione però diede allo scià anche molti poteri esecutivi, come la facoltà di emettere decreti reali (i firmani), di nominare o licenziare primi ministri (dopo un voto di fiducia del parlamento) e metà dei senatori (il Senato però non venne convocato fino al 1949), di presentare progetti di legge e di sciogliere il parlamento. La nuova costituzione abolì la dittatura ma diede allo scià un importante ruolo esecutivo. Di conseguenza, quando lo scià era debole il governo era più democratico, mentre quando lo scià era forte, gli aspetti democratici del governo potevano finire in secondo piano. Questi aspetti contraddittori avrebbero causato tensioni in futuro.
La rivoluzione costituzionale venne osteggiata da britannici e russi, che appoggiarono il tentativo del nuovo scià, Mohammad, figlio di Mozaffar, di rovesciare con la forza il governo democratico. Il movimento guerrigliero guidato da Sattar Kahn però depose Mohammad nel 1910; al suo posto il parlamento nominò scià suo figlio undicenne, Ahmad Shah.

### Il rinnovo della concessione alla Anglo Persian Oil Company

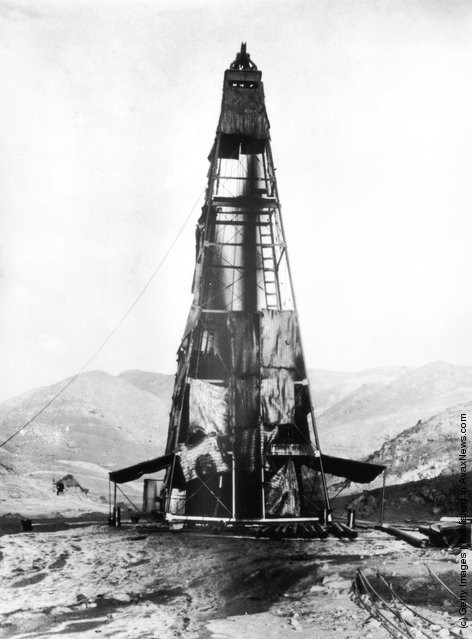
Il primo pozzo petrolifero iraniano di proprietà della APOC

All'indomani della prima guerra mondiale c'era una diffusa insoddisfazione nei confronti delle concessioni petrolifere date ai britannici con la Anglo-Persian Oil Company (APOC), con le quali la Persia riceveva il 16% dei “profitti netti”. Nel 1921, dopo anni di grave mala gestione da parte della dinastia Qajar, un colpo di Stato (sostenuto dai britannici) portò il generale Reza Kahn al governo. Nel 1923 diventò primo ministro costruendosi una reputazione da politico efficace e incorrotto.
Sotto la sua influenza, il parlamento votò nel 1925 la rimozione di Ahmad Shah Qajar dal trono, e Reza Kahn venne incoronato Reza Shah Pahlavi; la dinastia Pahlavi salì quindi al trono della Persia. Reza Shah iniziò una rapida ed efficace modernizzazione della Persia, che era finita per diventare uno dei paesi più poveri del mondo, ma fu anche un sovrano duro e intollerante nei confronti dei dissidenti. Per la fine degli anni trenta aveva eliminato l'opposizione e accantonato gli aspetti democratici della costituzione. Gli oppositori vennero incarcerati ed in alcuni casi condannati a morte.
Mentre alcuni erano d'accordo con la sua politica, sostenendo che era necessaria dato che la Persia era scossa da disordini, altri la ritenevano ingiustificata. Tra questi ultimi c'era Mohammad Mossadeq, che venne incarcerato nel 1940; l'esperienza del carcere fece maturare in lui un durevole disgusto per i governi autoritari e per la monarchia, e contribuì a far diventare Mossadeq un appassionato sostenitore della totale nazionalizzazione della Persia.
Reza Shah tentò di attenuare il potere delle forze coloniali in Persia, e in gran parte ci riuscì, ma aveva anche bisogno di aiuto per modernizzare il paese. Cercò quindi di tenersi in equilibrio tra le varie potenze coloniali, specialmente impero britannico e Germania. Negli anni trenta Reza Shah provò a porre termine alle concessioni petrolifere all'APOC che la dinastia Qajar aveva garantito, ma la Persia era ancora debole e i britannici non lo permisero. Dopo una lunga trattativa, la concessione fu rinnovata nel 1933 in termini che erano ancora favorevoli ai britannici, anche se meno rispetto a alla concessione D'Arcy.
Il 21 marzo 1935 Reza Shah cambiò il nome del paese da Persia a Iran e la Anglo-Persian Oil Company venne rinominata quindi in Anglo-Iranian Oil Company.
Nel 1941, dopo l'invasione nazista dell'Unione Sovietica, i britannici, le forze del Commonwealth delle nazioni e l'Armata Rossa invasero l'Iran. Reza Shah aveva dichiarato la neutralità nella seconda guerra mondiale e tentato di rimanere in equilibrio tra le due maggiori potenze, i britannici e la Germania nazista. La principale ragione dell'invasione fu quella di assicurare che i giacimenti petroliferi iraniani e la ferrovia transiraniana, che garantiva i rifornimenti all'Unione Sovietica, non cadessero in mano alla Germania.
Reza Shah venne arrestato, deposto ed esiliato dai britannici, ed alcuni importanti ufficiali vennero incarcerati. Il figlio ventiduenne, Mohammad Reza Pahlavi, divenne scià. Quest'ultimo, a differenza di suo padre, fu un capo debole e a tratti indeciso. Durante gli anni quaranta non ebbe un ruolo indipendente nel governo, e gran parte delle leggi autoritarie del padre vennero lasciate cadere; di conseguenza la democrazia venne in sostanza ripristinata in questo periodo.
I soldati britannici si ritirarono dall'Iran una volta finita la seconda guerra mondiale. L'Unione Sovietica rimase solo parzialmente promuovendo due “Repubbliche democratiche del popolo” all'interno dei confini iraniani. A causa di ciò scoppiò una crisi internazionale che finì quando gli Stati Uniti fecero pressioni affinché l'esercito iraniano riprendesse il controllo dei territori occupati. La convenzione sul petrolio che sovietici e iraniani avevano da poco stipulato non venne mai applicata. I nazionalisti in Iran aumentarono la loro influenza reclamando una riduzione degli interventi stranieri a lungo termine nel paese, specialmente le concessioni petrolifere che erano più profittevoli per l'occidente che per l'Iran.
L'Iran chiese alla Anglo-Iranian Oil Company (AIOC) un'analisi della contabilità per stabilire se tutte le royalty erano state effettivamente pagate, ma la Compagnia oppose un rifiuto intransigente che infastidì il popolo iraniano.
Gli obiettivi degli Stati Uniti in Medio Oriente rimasero gli stessi dal 1947 al 1952, ma la strategia poi cambiò. Washington rimase “pubblicamente in solidarietà e privatamente in conflitto” con i britannici, alleati nella seconda guerra mondiale. L'impero britannico si stava costantemente indebolendo, e, considerando anche le crisi internazionali, gli Stati Uniti si concentrarono sui propri interessi cercando di evitare di essere associati agli interessi coloniali britannici. «In Arabia Saudita, con estrema disapprovazione dei britannici, Washington avallò un accordo tra la ARAMCO e l'Arabia saudita nell'accordo 50/50 che ebbe eco in tutta la regione», un accordo che garantiva un'equa divisione dei profitti tra Stati Uniti e Arabia Saudita.

### La crisi della nazionalizzazione del petrolio

#### Tentativo di assassinio dello scià e nomina di Mossadeq a primo ministro

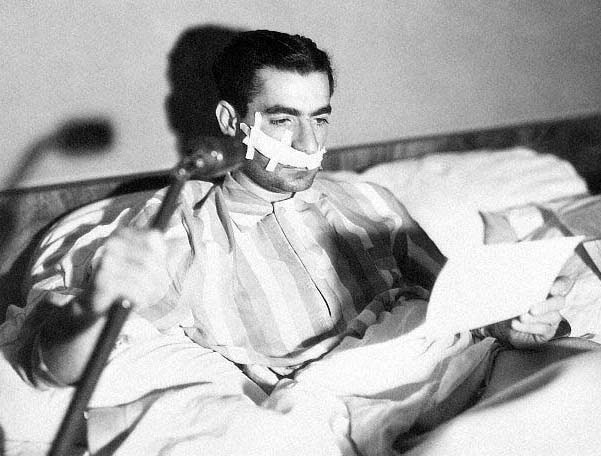
Reza Pahlavi in ospedale dopo il tentativo di assassinio

Nel 1949 un membro del Partito Iraniano del Tudeh tentò di uccidere lo scià Mohammad Reza Pahlavi. Scioccato dall'esperienza ed incoraggiato dalla solidarietà che gli fu pubblicamente espressa, lo scià assunse un ruolo politico sempre più attivo. Rapidamente organizzò un'assemblea costituente con il compito di modificare la costituzione per aumentare i propri poteri e convocò il Senato iraniano, previsto dalla costituzione del 1906 ma mai convocato; lo scià aveva il diritto di nominare metà dei senatori ed egli scelse quelli che erano più allineati alle sue idee.
Mossadeq, che vedeva in questo aumento di poteri un allontanamento dalla democrazia (credeva infatti che lo scià dovesse «regnare, ma non governare», come avveniva nelle monarchie costituzionali europee), formò assieme ad alcuni partiti politici ed altri oppositori dello scià una coalizione che prese il nome di Fronte Nazionale, il cui principale obiettivo era la nazionalizzazione del petrolio.

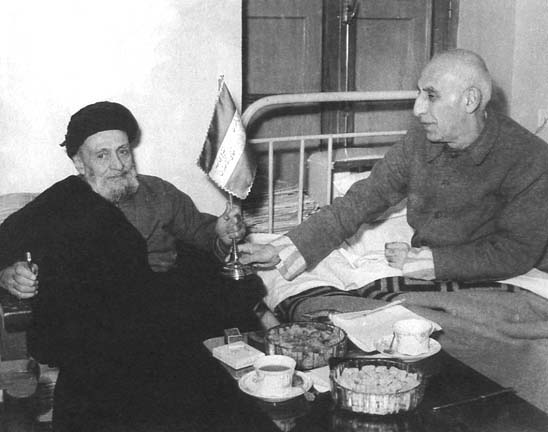
Mohammad Mossadeq e l'Ayatollah Kashani

Nel 1951 il Fronte Nazionale aveva guadagnato la maggioranza dei seggi nel Majlis, il parlamento. Secondo la costituzione la maggioranza dei partiti eletti in parlamento avrebbe dovuto dare un voto di fiducia al candidato a primo ministro, dopo il quale lo scià gli avrebbe conferito l'incarico. Il primo ministro Ali Razmara, che si opponeva alla nazionalizzazione del petrolio adducendo ragioni tecniche, venne assassinato dai fondamentalisti del Fedaiyan e-Islam, la cui guida spirituale, l'ayatollah Kashani (un mentore di Khomeini) era stato nominato presidente del parlamento dal Fronte Nazionale.
Dopo un voto di fiducia del parlamento, Mossadeq venne nominato primo ministro dallo scià in sostituzione di Hossein Ala, che a sua volta sostituiva l'ucciso Razmara. Il Fronte Nazionale esercitò grandi pressioni affinché l'assassino di Razmara, Khalid Tahmasebi, venisse rilasciato e perdonato, dando così prova dell'importanza del movimento nella scena politica iraniana.

In quel momento Mossadeq e Kashani erano alleati per convenienza (lo rimasero fino al 1953): a Mossadeq faceva comodo il potere di Kashani di mobilitare le «masse religiose», mentre Kashani voleva che Mossadeq creasse uno Stato islamico. Le folle dei fedayyin di Kashani attaccarono, spesso violentemente, gli oppositori della nazionalizzazione del petrolio e del governo del Fronte Nazionale, così come gli «oggetti immorali», agendo a volte come un «gendarme» non ufficiale del movimento.

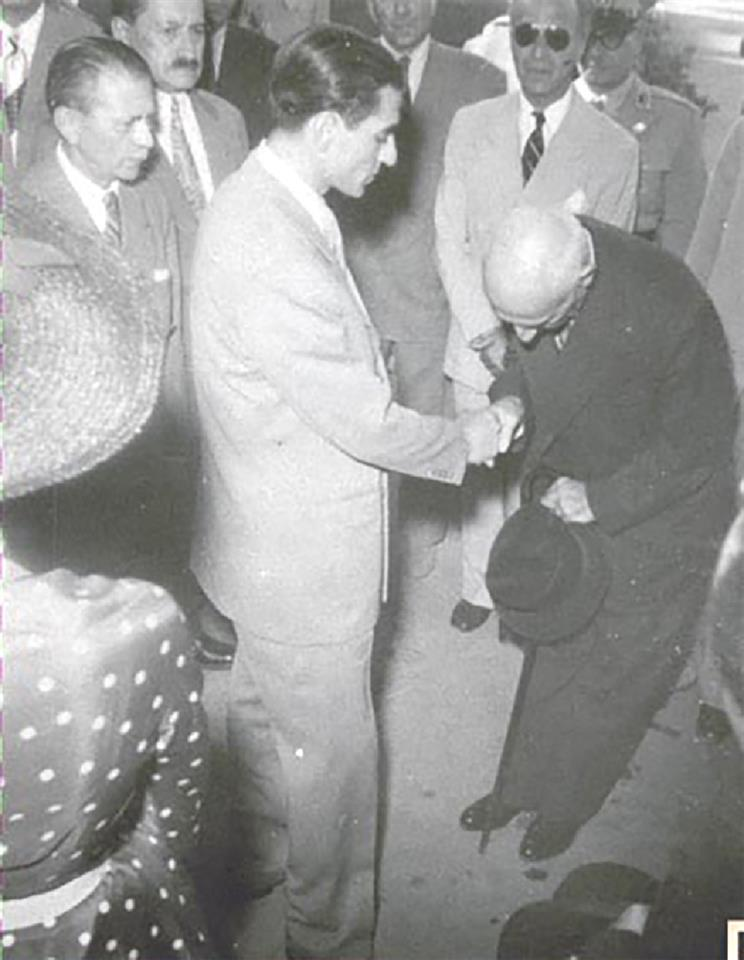
Il primo ministro Mohammad Mossadeq bacia la mano allo scià Reza Pahlavi

Lo scià e il primo ministro erano antagonisti. Gli attriti erano in parte causati dal fatto che Mossadeq faceva parte della precedente dinastia reale, quella dei Qajar, e vedeva nello scià Pahlavi un usurpatore del trono, ma la ragione profonda era che Mossadeq rappresentava una forza favorevole alla democrazia che voleva alleggerire il peso politico dello scià fino a farlo diventare un monarca cerimoniale e non sovrano, dando quindi al governo eletto un potere sullo scià non eletto. Mentre la costituzione diede allo scià il potere di governare direttamente, Mossadeq usò il solido blocco del Fronte Nazionale e il sostegno popolare votando per la nazionalizzazione del petrolio (appoggiata anche dallo scià) per impedire allo scià di agire. Di conseguenza la questione della nazionalizzazione del petrolio divenne sempre più intrecciata al movimento pro-democrazia di Mossadeq. Lo scià era irritato dall'«insolenza» di Mossadeq (secondo Abbas Milani, arrabbiato, camminava avanti e indietro per le stanza del palazzo al pensiero di diventare un capo di Stato di facciata). Nel 1952 lo scià rimosse dall'incarico Mossadeq, sostituendolo con Ahmad Qavam (un navigato primo ministro), ma le proteste dei sostenitori di Mossadeq costrinsero lo scià a reinsediarlo immediatamente.

#### La nazionalizzazione del petrolio, la crisi di Abadan e le crescenti tensioni
Alla fine del 1951 il parlamento iraniano approvò quasi all'unanimità l'accordo sulla nazionalizzazione del petrolio; dei pochi parlamentari contrari alcuni votarono comunque a favore a causa del vasto supporto popolare e della minaccia dei fedayyin. Il disegno di legge generò una grande ondata di nazionalismo, ma allo stesso tempo mise l'Iran contro i britannici.
La nazionalizzazione rese Mossadeq immediatamente popolare tra milioni di iraniani, trasformandolo in eroe nazionale e mettendolo al centro dell'attenzione mondiale. Per la prima volta dopo secoli molti iraniani sentivano che il controllo degli affari interni stava passando nelle loro mani; si era inoltre diffusa la convinzione che la nazionalizzazione avrebbe portato ad un aumento del benessere economico.

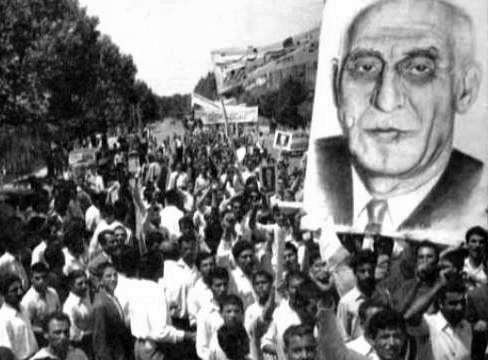
Sostenitori di Mossadeq manifestano a Teheran

I britannici ora dovevano affrontare un governo nazionalista eletto in cui Mossadeq, con un forte sostegno del parlamento e del popolo, chiedeva condizioni più favorevoli alle quali i britannici si opponevano vigorosamente. Per contrastarlo nel 1951 i britannici chiesero agli Stati Uniti di Harry Truman di aiutarli a rovesciare Mossadeq. Il Dipartimento di Stato rifiutò la richiesta dei britannici, anche perché «gli interessi petroliferi internazionali degli Stati Uniti erano tra i beneficiari degli accordi che seguirono la nazionalizzazione».
Nell'estate del 1951 il diplomatico statunitense Averell Harriman andò in Iran per negoziare un compromesso anglo-iraniano chiedendo l'aiuto dello scià; la sua risposta fu che «di fronte all'opinione pubblica non c'è modo di dire una parola contro la nazionalizzazione». Harriman tenne una conferenza stampa a Teheran, chiedendo ragione ed entusiasmo nei confronti della «crisi della nazionalizzazione». Appena finì di parlare un giornalista si alzò e urlò: «Noi e tutto il popolo iraniano sosteniamo il premier Mossadeq e la nazionalizzazione del petrolio!» Tutti i presenti iniziarono ad esultare e marciarono fuori dalla stanza, abbandonando Harriman scioccato e sgomento.

Mossadeq provò a negoziare con la Anglo-Iranian Oil Company, proponendo un accordo basato sul compromesso del 1948 tra il governo venezuelano di Rómulo Gallegos e la Creole Petroleum col quale i profitti sarebbero stati divisi al cinquanta percento tra Iran e Regno Unito, ma quest'ultimo, contro le raccomandazioni degli Stati Uniti, rigettò il compromesso ed iniziò a tramare per indebolire e rovesciare il governo iraniano.

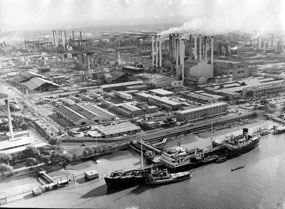
La raffineria di Abadan

La Compagnia Petrolifera Nazionale Iraniana (NIOC) subì un calo di produzione a causa dell'inesperienza degli iraniani e degli ordini impartiti ai tecnici della AIOC di non lavorare con loro: iniziò così la crisi di Abadan. Nel settembre 1951 i britannici avevano praticamente fermato la produzione di petrolio ad Abadan, vietarono l'export di beni di consumo essenziali (tra cui zucchero e ferro) all'Iran e congelarono i conti correnti dell'Iran nelle banche britanniche. Il primo ministro britannico Clement Attlee considerò di prendere con la forza la raffineria di Abadan, ma alla fine si limitò a stabilire un embargo da parte della marina inglese fermando tutte le petroliere che trasportavano petrolio iraniano considerandolo «proprietà rubata». Alla sua rielezione a primo ministro, Winston Churchill assunse una posizione ancor più dura contro l'Iran.
Il Regno Unito portò il caso alla Corte internazionale di giustizia all'Aia; il primo ministro Mossadeq disse che il mondo avrebbe saputo che un «paese crudele e imperialistico» rubava a «persone bisognose e nude». Il Regno Unito, che rappresentava l'AIOC, perse il caso. Nonostante ciò i britannici mantennero l'embargo sul petrolio iraniano. Nell'agosto 1952 il primo ministro iraniano invitò un dirigente petrolifero statunitense a visitare l'Iran e l'amministrazione Truman gradì l'invito. Questo però irritò Churchill, il quale non voleva che gli Stati Uniti indebolissero la sua campagna per isolare Mossadeq: «La Gran Bretagna stava appoggiando gli statunitensi nella guerra di Corea, ricordò a Truman, e aveva il diritto di aspettarsi che americani e inglesi fossero uniti sull'Iran».

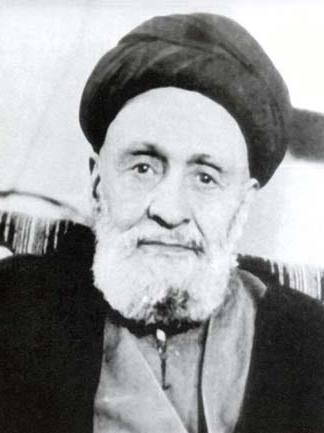
L'Ayatollah Kashani

Nel 1952 l'embargo britannico sull'Iran si faceva pesantemente sentire. Gli agenti britannici a Teheran «lavoravano per sovvertire» il governo Mossadeq, che cercava aiuto da Truman e dalla Banca Mondiale, ma senza risposte efficaci. «Gli iraniani stavano diventando sempre più poveri ed infelici giorno dopo giorno» e la coalizione di Mossadeq si stava sfilacciando. Il presidente del parlamento, l'ayatollah Kashani, principale sostenitore religioso di Mossadeq, stava diventando sempre più ostile a causa della riluttanza del primo ministro a trasformare l'Iran in uno Stato islamico, mentre Mossadeq si stava allontanando sempre di più da Kashani, che stava causando grande instabilità politica in Iran. Nel 1953 Kashani gli voltò le spalle e sostenne il colpo di Stato privando Mossadeq del sostegno dei religiosi per darlo allo scià.
Nell'elezione parlamentare del 1952 Mossadeq «aveva poco da temere da un voto libero dato che, a dispetto dei problemi del paese, era da molti ammirato come un eroe. Un voto libero, però, non era ciò a cui altri stavano pensando. Agenti segreti inglesi si erano sparsi per il paese corrompendo i candidati e i capi regionali che li controllavano. Speravano di riempire il Majlis di parlamentari che avrebbero votato per deporre Mossadeq. Sarebbe stato un colpo di Stato compiuto con metodi apparentemente legali».
Mentre il Fronte Nazionale, che spesso sosteneva Mossadeq, vinse facilmente nelle grandi città, non ci fu un controllo delle votazioni nelle aree rurali. La violenza scoppiò ad Abadan ed altre parti del paese dove le elezioni si svolgevano nella violenza. Dato che doveva lasciare l'Iran per L'Aia per il processo alla Corte Penale Internazionale, Mossadeq votò per posporre il resto delle elezioni dopo il ritorno della delegazione iraniana da L'Aia.
(Kinzer, All the Shah's Men, pp. 136-137)
A peggiorare le cose il partito comunista iraniano del Tudeh, che sosteneva l'Unione Sovietica e aveva tentato di assassinare lo scià solo quattro anni prima, iniziò ad infiltrarsi nei militari ed invitò le masse apparentemente a «supportare Mossadeq» con lo scopo di marginalizzare i suoi oppositori. In precedenza il Tudeh aveva attaccato Mossadeq, ma nel 1953 cambiarono idea e decisero di «sostenerlo». Il Tudeh attaccò violentemente gli oppositori (il cugino tredicenne della futura regina dell'Iran, Farah Pahlavi, venne accoltellato nella sua scuola da attivisti del Tudeh), e contribuì a far perdere consensi a Mossadeq, nonostante questi non appoggiasse il Tudeh.
Nel 1953, però, Mossadeq e il Tudeh formarono un'alleanza non ufficiale che conveniva ad entrambi; i membri del Tudeh diventarono la «gendarmeria» del governo, sostituendo efficacemente i fedayyin, nella speranza che Mossadeq istituisse un governo comunista. Anche le masse pro-scià attaccarono Mossadeq e i suoi oppositori, forse con la coordinazione della CIA.
Preoccupato per gli interessi britannici in Iran e, grazie al Tudeh, facendo credere che dietro il nazionalismo iraniano ci fossero davvero i sovietici, il Regno Unito convinse il segretario di Stato statunitense John Foster Dulles che l'Iran stava cadendo in mano all'Unione Sovietica, e che proprio il confine con l'URSS rendeva strategicamente appetibile un Iran filo-americano che si aggiungeva alla Turchia, membro della NATO e anch'essa confinante con i sovietici. Essendo ormai in piena Guerra Fredda, avendo Mossadeq rifiutato ogni proposta di mediazione statunitense ed essendo Washington sempre più preoccupata che la crisi iraniana potesse spalancare la porta ai sovietici, la strategia britannica si rivelò vincente e nel 1953, con Eisenhower presidente, gli USA acconsentirono a fare un colpo di Stato in comune con il Regno Unito. «La cooperazione angloamericana in quell'occasione tirò giù il primo ministro iraniano e reinsediò lo scià appoggiato dagli USA».
Nel farsi carico dell'operazione gli statunitensi posero comunque come condizione la fine del monopolio dell'AIOC, che sarebbe stata affiancata dopo il colpo di Stato dalla Royal Dutch Shell, dalla Compagnie Française des Pétroles e dalle maggiori compagnie petrolifere USA. La pianificazione congiunta anglo-americana si svolse a Cipro, dove si trasferì la stazione del Secret Intelligence Service britannico (SIS) dopo l'espulsione degli inglesi dall'Iran.

### Gli ultimi mesi del governo Mossadeq

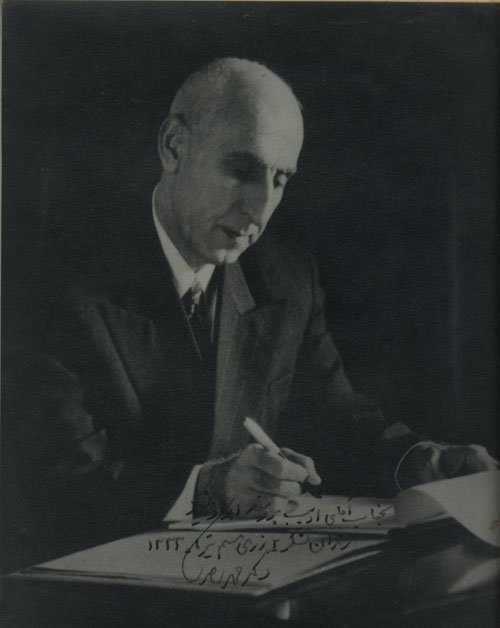
Mohammad Mossadeq, il leader del Fronte nazionale e Primo Ministro eletto dell'Iran

Nel 1953 le tensioni economiche causate dall'embargo britannico e i disordini politici minarono considerevolmente la popolarità e il potere politico di Mossadeq, che venne sempre di più incolpato per la crisi economica e politica.
La violenza politica si stava diffondendo e gruppi politici rivali si scontravano nelle strade. Mossadeq stava perdendo il sostegno della classe lavoratrice che lo aveva sempre supportato, diventando sempre più autocratico. All'inizio dell'agosto 1952 iniziò ad appoggiarsi allo stato di emergenza per governare, suscitando malumori tra i suoi sostenitori.
Dopo un tentato assassinio nei suoi confronti e di uno dei membri del suo gabinetto ordinò l'incarcerazione di dozzine di oppositori politici, provocando la rabbia di parte della popolazione e attirandosi l'accusa di essere un dittatore. L'alleanza ufficiosa tra il Tudeh e Mossadeq portò gli iraniani a temere il comunismo, e sempre di più spesso erano i comunisti a prendere parte ai raduni pro-Mossadeq e ad attaccare i suoi oppositori.
A metà del 1953 i seggi del Fronte Nazionale in parlamento si erano ridotti dopo una serie di dimissioni. Mossadeq indisse un referendum per dissolvere il parlamento e dare al primo ministro il potere di fare le leggi. Il referendum passò (con il 99,9% dei voti) e la dissoluzione del parlamento da parte di Mossadeq venne considerata un abuso dai suoi oppositori perché diede a se stesso un «potere totale». Si avviò così una catena di eventi che portò alla caduta di Mossadeq.
Lo scià, che inizialmente si opponeva all'idea di un colpo di Stato e sosteneva la nazionalizzazione del petrolio, cambiò idea dopo la decisione di Mossadeq di sciogliere il parlamento. Venne inoltre informato dalla CIA che anche lui sarebbe stato «deposto» se non si fosse adeguato al gioco, esperienza questa che per tutta la vita gli fece temere il potere americano, contribuendo così alla sua linea politica favorevole agli Stati Uniti e alla conseguente ostilità dei britannici.

## L'esecuzione dell'operazione
Il piano, affidato al direttore della CIA Allen Dulles e ai suoi collaboratori, era incentrato sulla destituzione e l'arresto di Mohammad Mossadeq da parte dello Scià, che lo avrebbe sostituito con il generale Fazlollah Zahedi, gradito agli anglo-americani. Era stata anche organizzata una forza militare per condurre una guerriglia nel caso in cui i comunisti del Partito Tudeh avessero approfittato del caos per cercare di prendere il potere. Il Tudeh era allora ancora formalmente illegale, ma di fatto tollerato da Mossadeq e ben visibile nelle proteste e manifestazioni di piazza.
Il pretesto per il colpo di Stato fu il decreto con cui Mossadeq sciolse il parlamento, dandosi pieni poteri di governo e privando lo scià dei suoi; ottenuta l'approvazione di Reza Pahlavi, la CIA diede il via all'operazione Ajax. Lo scià firmò dei firmani (decreti reali) scritti dai golpisti, licenziando Mossadeq e nominando il generale Fazlollah Zahedi (un lealista che aveva aiutato Reza Shah a riunificare l'Iran qualche decennio prima). Il 15 agosto il colonnello Nematollah Nassiri, il comandante della Guardia Imperiale, consegnò a Mossadeq il firmano con cui lo scià lo licenziava. Mossadeq, che era stato avvertito del golpe, probabilmente dal Tudeh, rifiutò il firmano e fece arrestare Nassiri. In seguito, nel processo che subì dopo il colpo di Stato, Mossadeq dichiarò che - secondo la monarchia costituzionale iraniana - lo scià non ha il diritto di ordinare il licenziamento del primo ministro senza il consenso del parlamento. La costituzione, però, allora consentiva tale azione.

I sostenitori di Mossadeq (essenzialmente il solo Tudeh) diedero vita a violente proteste in piazza. Lo scià, temendo un contraccolpo, fuggì insieme con la sua seconda moglie Soraya Esfandiary Bakhtiari prima in Iraq e poi in Italia. Il primo tentativo di colpo di Stato fallì; decine di congiurati vennero incarcerati e il generale Zahedi, che dichiarava di essere il legittimo primo ministro dell'Iran, fuggì da un nascondiglio all'altro tentando di evitare l'arresto. Mossadeq, convinto che il pericolo fosse scampato, ordinò quindi ai suoi sostenitori e al Tudeh, che faceva da forza di polizia, di rientrare nelle case.

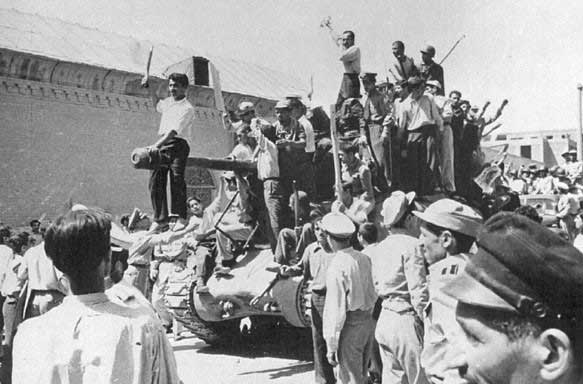
Iraniani celebrano il colpo di stato

Zahedi, ancora libero, si incontrò in segreto con l'ayatollah Mohammad Behbahani e con altri sostenitori dello scià, elaborando un nuovo piano che venne finanziato dalla CIA con i cosiddetti «dollari Behbahani». Gli iraniani erano sconvolti dalla fuga dello scià, dall'arresto degli oppositori da parte di Mossadeq e temevano una possibile rivoluzione comunista; i nuovi golpisti approfittarono di questi sentimenti, che vennero usati da Behbahani per scatenare contro Mossadeq una nuova ondata di proteste da parte dei religiosi.
Il 19 agosto alcuni infiltrati, spacciandosi per membri del Tudeh, organizzarono una «rivoluzione comunista», incoraggiando i veri membri del Tudeh ad unirsi a loro. Presto i membri del Tudeh scesero in strada attaccando i simboli del capitalismo e saccheggiando e distruggendo negozi ed attività private, incluso il quartiere commerciale di Teheran. 
A questo punto entrò in azione la seconda parte del piano di Zahedi. Sfruttando il prevedibile orrore degli iraniani per queste violenze e il loro timore del comunismo, altri infiltrati, spacciandosi per sostenitori dello scià, organizzarono manifestazioni contro il Tudeh. Già a metà giornata grandi folle composte da gente comune scesa in strada con armi improvvisate e si scontrarono con il Tudeh. Sotto l'autorità di Zahedi l'esercito lasciò le caserme e disperse i comunisti, per poi prendere possesso degli edifici governativi con il sostegno dei manifestanti. La casa di Mossadeq venne presa d'assalto dai militari (che spararono anche una granata) ed egli fuggì, per poi consegnarsi spontaneamente, rifiutandosi di proseguire la resistenza per evitare ulteriori spargimenti di sangue.
Alla fine della giornata del 19 agosto 1953 Zahedi e l'esercito controllavano il governo. Lo scià rimase in Italia fino alla caduta di Mossadeq e fece ritorno a Teheran con il direttore della CIA Allen Dulles. Zahedi fu nominato in maniera ufficiale primo ministro, al posto di Mossadeq che venne arrestato, processato e condannato a morte, pena che venne commutata in tre anni di isolamento in una prigione militare seguiti da arresti domiciliari fino alla sua morte.

## Conseguenze
È assodato che il colpo di Stato abbia «lasciato profonde e durature conseguenze».

### Giudizi in retrospettiva
Secondo i documenti pubblicati dall'organizzazione di giornalismo d'investigazione statunitense National Security Archive e riassunti nel libro Mohammad Mosaddeq and the 1953 Coup in Iran, curato da Mark J. Gasiorowski e Malcolm Byrne, il colpo di Stato causò un durevole danno alla reputazione degli Stati Uniti:
( Joan E. Dowlin, America's Role in Iran's Unrest, in Huffington Post, USA, 17 giugno 2009. URL consultato il 21 giugno 2009. Citazione dal libro di Gasiorowski e Byrne Mohammad Mosaddeq and the 1953 Coup in Iran.)
Il monarca autoritario apprezzò il golpe, secondo quanto scrisse Kermit Roosevelt nel suo resoconto della vicenda: «“Io devo il mio trono a Dio, al mio popolo, al mio esercito e a voi!” Per “voi” egli [lo scià] intendeva me e i due paesi – Gran Bretagna e Stati Uniti – che rappresentavo. Eravamo tutti eroi».
Il 16 giugno 2000 il New York Times ha pubblicato un rapporto segreto della CIA intitolato Clandestine Service History, Overthrow of Premier Mossadeq of Iran, November 1952 – August 1953 che in parte spiega il colpo di Stato dal punto di vista dell'agente Donald Wilber, che lo concepì e coordinò; nell'estate del 2001 Ervand Abrahamian ha scritto nella rivista Science & Society che la versione di Wilber mancava di informazioni chiave che erano disponibili altrove.

In una recensione del libro Legacy of Ashes di Tim Weiner, lo storico Michael Breschloss ha scritto: 
("The C.I.A.'s Missteps, From Past to Present" The New York Times, 12 July 2007)
L'amministrazione di Eisenhower considerò il colpo di Stato un successo, ma a causa del suo «inquietante e terribile ricordo» è una posizione che oggi hanno in pochi. Nel 2000 Madeleine Albright, Segretario di Stato degli Stati Uniti, ha detto che l'intervento degli Stati Uniti negli affari interni dell'Iran era stato una regressione per la democrazia. Il colpo di Stato viene in genere considerato come un evento che ha pesantemente contribuito alla rivoluzione islamica del 1979, che depose lo scià filo-occidentale con una repubblica islamica antioccidentale.
L'agenzia di stampa francese France-Presse riportò nel 2009 una dichiarazione del presidente degli Stati Uniti Barack Obama: «per molti iraniani il colpo di Stato ha provato la duplicità degli Stati Uniti, che si presentano come difensori della libertà ma non esitano a utilizzare metodi scorretti per rovesciare un governo democraticamente eletto al fine di favorire i propri interessi economici e strategici».
Il giudice della Corte Suprema William O. Douglas, che visitò l'Iran prima e dopo il colpo di Stato, scrisse che «quando Mossadeq e la Persia iniziarono a fare delle riforme di base, ci allarmammo. Facemmo fronte comune con i britannici per distruggerlo; ci riuscimmo, e da allora il nostro nome non è tra quelli visti degni di onore in Medio Oriente».

### Iran
Quando lo scià Reza Pahlavi ritornò in Iran venne salutato da una folla festante; scrisse nelle sue memorie che, più di dieci anni dopo la sua ascesa al trono, per la prima volta sentiva che il popolo lo aveva “eletto” ed “approvato”, e che aveva un mandato popolare “legittimo” per portare avanti le proprie riforme. Nonostante gli iraniani contrari alla monarchia lo considerassero “imposto dall'esterno”, lo scià durante tutto il suo regno continuò a pensare di essere sostenuto da praticamente ogni iraniano, e cadde in una profonda depressione quando grandi folle nel 1978 chiesero la sua esautorazione. Il colpo di Stato lasciò in lui una soggezione del potere americano, mentre gli fece odiare gli inglesi. Quando negli anni 1970 cercò nuovamente di prendere il controllo dei prezzi del petrolio tramite l'OPEC, e cancellare l'accordo che aveva causato il colpo di Stato del 1953, gli USA fecero rapidamente mancare l'appoggio allo scià, velocizzando così la sua caduta.

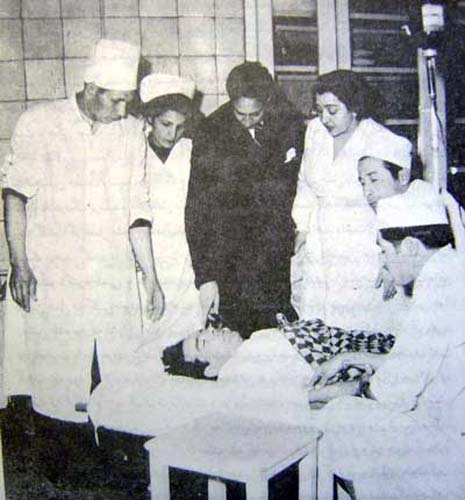
Il corpo di Hossein Fatemi

Un'immediata conseguenza del colpo di Stato fu la repressione di tutti i dissidenti politici repubblicani, specialmente il Fronte Nazionale che federava liberali e nazionalisti e il partito comunista del Tudeh, concentrando il potere politico nelle mani dello scià e dei suoi cortigiani. Hossein Fatemi, il ministro degli esteri, molto vicino a Mossadeq, venne condannato a morte e fucilato dalla guardia di corte il 10 novembre 1954, oltre ad «alcune decine di ufficiali militari e capi degli studenti che erano strettamente legati a Mohammad Mossadeq».
Fu il Tudeh a subire la maggior repressione. Le forze di sicurezza dello scià arrestarono 4121 attivisti tra cui 386 impiegati, 201 studenti universitari, 165 insegnanti, 125 lavoratori specializzati, 80 lavoratori tessili, 60 calzolai e 11 casalinghe. In quaranta vennero giustiziati, altri quattordici morirono torturati e più di 200 vennero condannati all'ergastolo. Oltre ai civili, anche 477 militari del Tudeh (22 colonnelli, 69 maggiori, 100 capitani, 193 tenenti, 19 sottufficiali e 63 cadetti) vennero catturati dalle forze armate iraniane. Quando venne rivelata la loro presenza alcuni sostenitori del Fronte Nazionale pensarono che la rete militare del Tudeh avrebbe potuto salvare Mossadeq, anche se solo pochi militari comandavano unità di campo abbastanza forti da poter contrastare il colpo di Stato. Gran parte degli ufficiali arrestati prestava servizio nelle accademie militari, nei corpi di polizia e in quelli medici. Almeno undici vennero torturati fino alla morte tra il 1953 e il 1958.
Il governo formò la SAVAK, una polizia segreta, in gran parte costituita da agenti addestrati negli USA. La SAVAK sorvegliava i dissidenti e si occupava della censura. Dopo l'incidente di Siakhal (1971) venne data via libera al SAVAK per torturare i dissidenti con la «forza bruta» che nel corso degli anni «aumentò vertiginosamente», ed almeno cento persone vennero giustiziate per ragione politiche durante il ventennio di governo Pahlavi. Ciò nonostante lo scià reagiva nei confronti dei dissidenti in maniera più mite rispetto ad altri autocrati. Dopo la rivoluzione islamica la SAVAK venne ufficialmente abolita, ma in realtà “drasticamente espansa” in una nuova organizzazione, il VEVAK (Vezarat-e Ettela'at va Amniat-e Keshvar, Ministero delle informazioni e della sicurezza nazionale) che uccise 8–12 000 prigionieri tra il 1981 e il 1985, e 20–30 000 in totale; un prigioniero che scontò una pena sia sotto lo scià che sotto la repubblica islamica dichiarò che «quattro mesi sotto il direttore della prigione [della repubblica islamica] Asadollah Lajevardi valevano come quattro anni sotto la SAVAK.»
Un'altra conseguenza del golpe fu il marcato miglioramento dell'economia iraniana; l'embargo degli inglesi finì, e i ricavi petroliferi superarono significativamente i livelli pre-nazionalizzazione. Nonostante l'Iran non controllasse il proprio petrolio, lo scià acconsentì a sostituire la Anglo-Iranian Oil Company con un consorzio composto dalla British Petroleum ed altre compagnie europee ed americane. Di conseguenza i ricavi petroliferi aumentarono dai 34 milioni di dollari del bienni 1954–55 ai 181 milioni nel 1956–57, continuando a crescere anche grazie all'aiuto dei consiglieri e aiuti economici statunitensi. Il governo dello scià tentò di risolvere la questione della nazionalizzazione con questo metodo, e l'Iran iniziò a svilupparsi rapidamente durante il suo regno. Lo scià scrisse nelle sue memorie che Mossadeq era un «dittatore» e che stava «danneggiando» l'Iran con la sua «testardaggine», mentre lui, lo scià, «sceglieva» le opzioni più intelligenti. Entro la fine degli anni 1970 l'Iran era più ricco dei paesi che lo circondavano, e gli economisti frequentemente prevedevano che sarebbe diventato una potenza economica globale e un paese sviluppato.
Negli anni settanta lo scià aumentò le tasse per le compagnie straniere dal 50 all'80% e le royalties dal 12,5 al 20%. Allo stesso tempo il prezzo del petrolio ritornò sotto il controllo iraniano. Le compagnie petrolifere allora guadagnavano solo ventidue centesimi per barile. Nel 1973 lo scià contribuì a pianificare una crisi petrolifera che risultò in un massiccio afflusso di ricavi petroliferi e una rapida espansione socioeconomica del paese. Lo scià dichiarò perfino che non avrebbe rinnovato le concessioni del 1954 al consorzio petrolifero quando sarebbero scadute nel 1979, e stava diventando sempre più indipendente dagli USA. Verso la metà degli anni settanta l'«alleato» dello scià era diventato piuttosto malfidato il presidente Jimmy Carter ritirò il sostegno americano quasi completamente quando le proteste di Khomeyni imperversarono in tutto l'Iran nel 1978, contribuendo così a segnare il destino dello scià e dell'Iran. La rapida espansione dell'economia del paese creò un'inaspettata tensione dovuta al cambiamento del tessuto sociale che portò poi alla rivoluzione iraniana.

#### L'operazione Ajax nella Repubblica Islamica
Alleati di Mossadeq costituirono il grosso del primo governo post-rivoluzionario nel 1979. Lo stesso primo ministro, Mehdi Bazargan, era stato uno stretto collaboratore di Mossadeq. Tuttavia, con il successivo scontro tra la classe dirigente conservatrice islamica e le forze liberali laiche, Mossadeq e il suo lascito furono sostanzialmente accantonati. In ogni caso Mossadeq rimane una figura storica popolare tra le opposizioni iraniane; una sua immagine è uno dei simboli del Movimento Verde. Kinzer scrive che «per la maggior parte degli iraniani» è «il simbolo più vivido della lunga lotta dell'Iran per la democrazia» e che gli odierni contestatori portano la foto di Mossadeq come se dicessero «vogliamo la democrazia» e «no agli interventi esterni».
Nella Repubblica Islamica la narrazione del colpo di Stato è abbastanza differente da quella che si trova sui trattati accademici occidentali, e segue i precetti di Khomeini secondo cui il paese deve evitare «l'influenza delle potenze straniere». Secondo lo storico Erban Abrahamian il governo prova ad ignorare Mossadeq per quanto possibile e limita la sua presenza a due pagine sui libri di scuola. «I mezzi d'informazione elevano l'ayatollah Abol-Ghasem Mostafavi Kashani a vera guida della campagna per la nazionalizzazione del petrolio, dipingendo Mossadeq come un semplice parassita dell'ayatollah». Questo nonostante Kashani dalla metà del 1953 fosse contro Mossadeq e «disse ad un corrispondente straniero che Mossadeq era caduto perché aveva dimenticato che lo scià godeva di un vasto sostegno popolare». Un mese dopo Kashani «andò anche oltre dichiarando che Mossadeq meritava di essere giustiziato perché aveva commesso l'offesa più estrema: ribellarsi allo scià “tradendo il paese e violando ripetutamente la legge sacra”»
Mahmood Kashani, il figlio di Abol-Gashem, è «uno dei più alti membri dell'attuale élite governativa» e per due volte il Consiglio dei Guardiani della Costituzione ha approvato la sua candidatura per la presidenza. Inoltre, questi nega che ci sia stato un colpo di Stato nel 1953 dicendo che Mossadeq stava obbedendo ai piani per indebolire i religiosi sciiti.
Questa accusa è anche proposta nel libro Khaterat-e Arteshbod-e Baznesheshteh Hossein Fardoust (Le memorie del generale in pensione Hossein Fardoust), pubblicate nella Repubblica Islamica e presumibilmente scritte da Hossein Fardoust, un ex ufficiale del SAVAK. Aggiunge inoltre che Mossadeq aveva sempre favorito gli inglesi, e che la sua campagna di nazionalizzazione della Anglo-Iranian Oil Company era ispirata «dagli stessi inglesi». Ervand Abrahamian suggerisce che il fatto che la morte di Fardoust venne annunciata prima della pubblicazione del libro possa essere significativo, dato che le autorità della Repubblica Islamica potrebbero averlo obbligato a scrivere tali dichiarazioni.
In Iran il libro di Stephen Kinzer All the Shah's Men: An American Coup and the Roots of Middle East Terror ha subito la censura delle descrizioni delle attività di Kashani durante il colpo di Stato.

### Reazioni internazionali
Kinzer ha scritto che l'operazione Ajax è stato il primo colpo di Stato orchestrato dalla CIA ai danni di un governo civile eletto democraticamente. L'amministrazione Eisenhower vide l'operazione Ajax come un successo con «effetti immediati e profondi. Da un giorno all'altro la CIA divenne il centro dell'apparato della politica estera statunitense, e azioni sotto copertura iniziarono ad essere considerate un modo più economico ed efficace di cambiare il corso degli eventi»; l'anno successivo la CIA organizzò il colpo di Stato in Guatemala contro il governo di Jacobo Arbenz Guzmán, che aveva nazionalizzato i terreni agricoli di proprietà della United Fruit Company.
Nel 2000 il segretario di Stato Madeleine Albright riconobbe il ruolo centrale del colpo di stato nelle problematiche relazioni tra Iran e USA e «si avvicinò alle scuse più di qualsiasi altro politico americano prima».

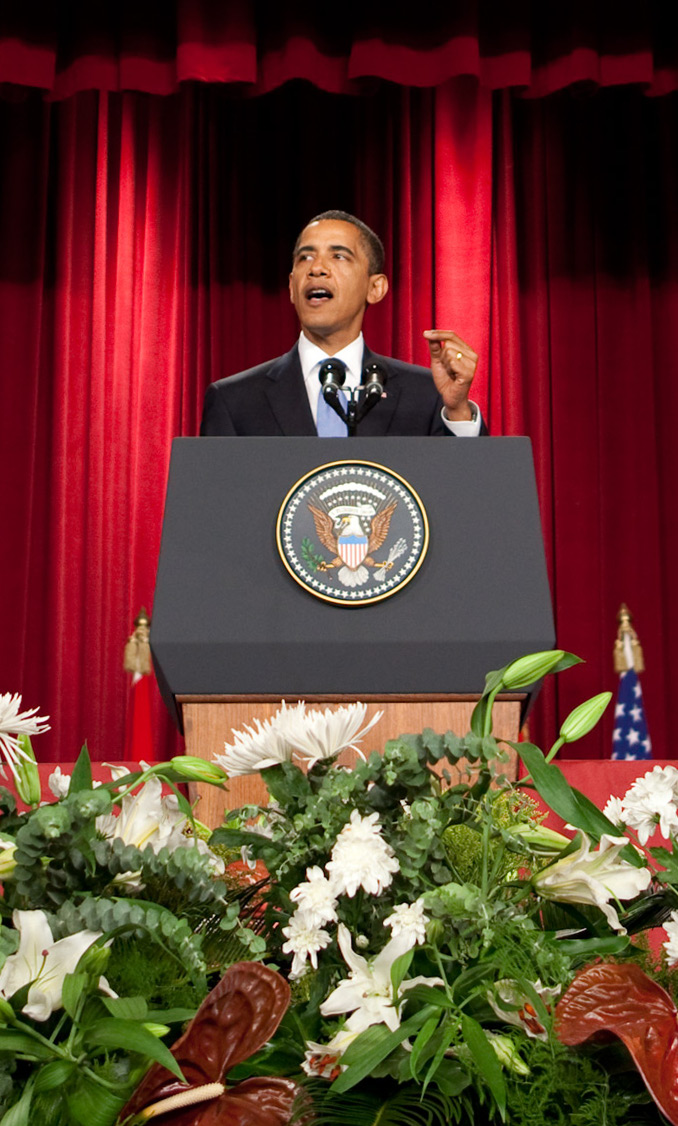
Barack Obama tiene il suo discorso A New Beginning al Cairo

Nel giugno 2009 Barack Obama nel suo discorso all'Università al-Azhar a Il Cairo, in Egitto, ha parlato delle relazioni degli Stati Uniti con l'Iran, menzionando il ruolo degli USA nel golpe del 1953: